# Steve Wooddin
Steven Wooddin (16 gennaio 1955) è un ex calciatore neozelandese.
Ha partecipato alla fase finale dei Mondiali di calcio Spagna 1982 giocando tre gare e segnando un gol (nella gara d'esordio contro la Scozia), dopo aver realizzato diverse reti nelle qualificazioni.
Terminò prematuramente la carriera nel 1984, a soli 29 anni, per la rottura dei legamenti.